# Como (Wisconsin)
Como è un census-designated place (CDP) della contea di Walworth, in Wisconsin. La popolazione era di 1870 al censimento del 2000.

## Popolazione
Secondo il censimento del 2000, c'erano 1870 persone e 786 famiglie. La densità di popolazione è 238.3/km².
C'erano 1.214 unità abitative con una densità media di 154.7/km².

### Etnie
La composizione etnica della CDP è:
- 93,42% bianchi
- 7,01% ispanici o latini
- 0,70% afroamericani
- 0,11% nativi Americani
- 0,16% asiatici
- 4,06% da altre etnie
- 1,55% di due o più etnie.

## Economia
Il reddito pro capite del CDP è 22780 $, e il reddito medio per famiglia è di 49395 $. 
Gli uomini hanno un reddito medio di 30469 $ contro i 21747 $ per le donne.
Circa il 3% delle famiglie e il 3,1% della popolazione è al di sotto della soglia di povertà.